# Hongkongia novia
Hongkongia novia — вид аранеоморфних павуків родини гнафозид (Gnaphosidae). Описаний у 2023 році.

## Поширення
Ендемік штату Керала на заході Індії. Мешкає на пагорбах Понмуді на півдні гірської системи Західні Гати. Голотип зібраний в окрузі Тіруванантапурам.

## Опис
Голотип самця має розміри 4,01 мм.